# Club Deportivo Victoria
El Club Deportivo Victoria és un club hondureny de futbol de la ciutat de La Ceiba.

## Història
El club va ser fundat el 15 de novembre de 1935 amb el nom d'Instituto Manuel Bonilla, més tard anomenat Club Deportivo Victoria. El fundador del club fou l'hongarès Francisco Detari Olah, que havia jugat a futbol a Puerto Cortez amb l'Excelsior (actualment Platense) i un cop nacionalitzat amb la selecció hondurenya.

## Palmarès
- Lliga amateur hondurenya de futbol:[1]
  - 1947-48

- Lliga hondurenya de futbol: [1]
  - 1994-95

- Segona Divisió: 
  - 1967–68, 1976

## Màxims golejadors
(A 29 de març de 2007)
- Luis Alonso "Chorompo" Zúñiga (39 gols)
- Enrique Reneau (37 gols)
- Reynaldo Mejía (33 gols)
- Héctor "Tanqueta" Flores (31 gols)